# Diamesa toyamaflexa
Diamesa toyamaflexa är en tvåvingeart som beskrevs av Sasa 1989. Diamesa toyamaflexa ingår i släktet Diamesa och familjen fjädermyggor. Inga underarter finns listade i Catalogue of Life.